# Liste von Sakralbauten in der Verbandsgemeinde Bad Breisig

Gemeinden in der Verbandsgemeinde Bad Breisig

Die Liste von Sakralbauten in der Verbandsgemeinde Bad Breisig gibt einen Überblick über die Kirchen, Klöster und sonstigen Sakralbauten in der Verbandsgemeinde Bad Breisig, Landkreis Ahrweiler.

## Liste
- Evangelische Christuskirche, Bad Breisig, Stadtteil Niederbreisig
- Kapelle „Klösterchen“, Bad Breisig, Stadtteil Niederbreisig
- Katholische Pfarrkirche St. Marien, Bad Breisig, Stadtteil Niederbreisig
- Katholische Pfarrkirche St. Viktor, Bad Breisig, Stadtteil Oberbreisig
- St.-Karl-Borromäus-Kapelle, Bad Breisig, Stadtteil Rheineck
- Katholische Pfarrkirche St. Johann Baptist, Brohl-Lützing, Ortsteil Brohl
- Katholische Pfarrkirche St. Lambertus und Katharina, Brohl-Lützing, Ortsteil Niederlützingen
- Katholische Pfarrkirche St. Stephan, Gönnersdorf
- Katholische Pfarrkirche St. Remaklus, Waldorf

- Karte mit allen verlinkten Seiten:
- OSM |
- WikiMap